# Kagura

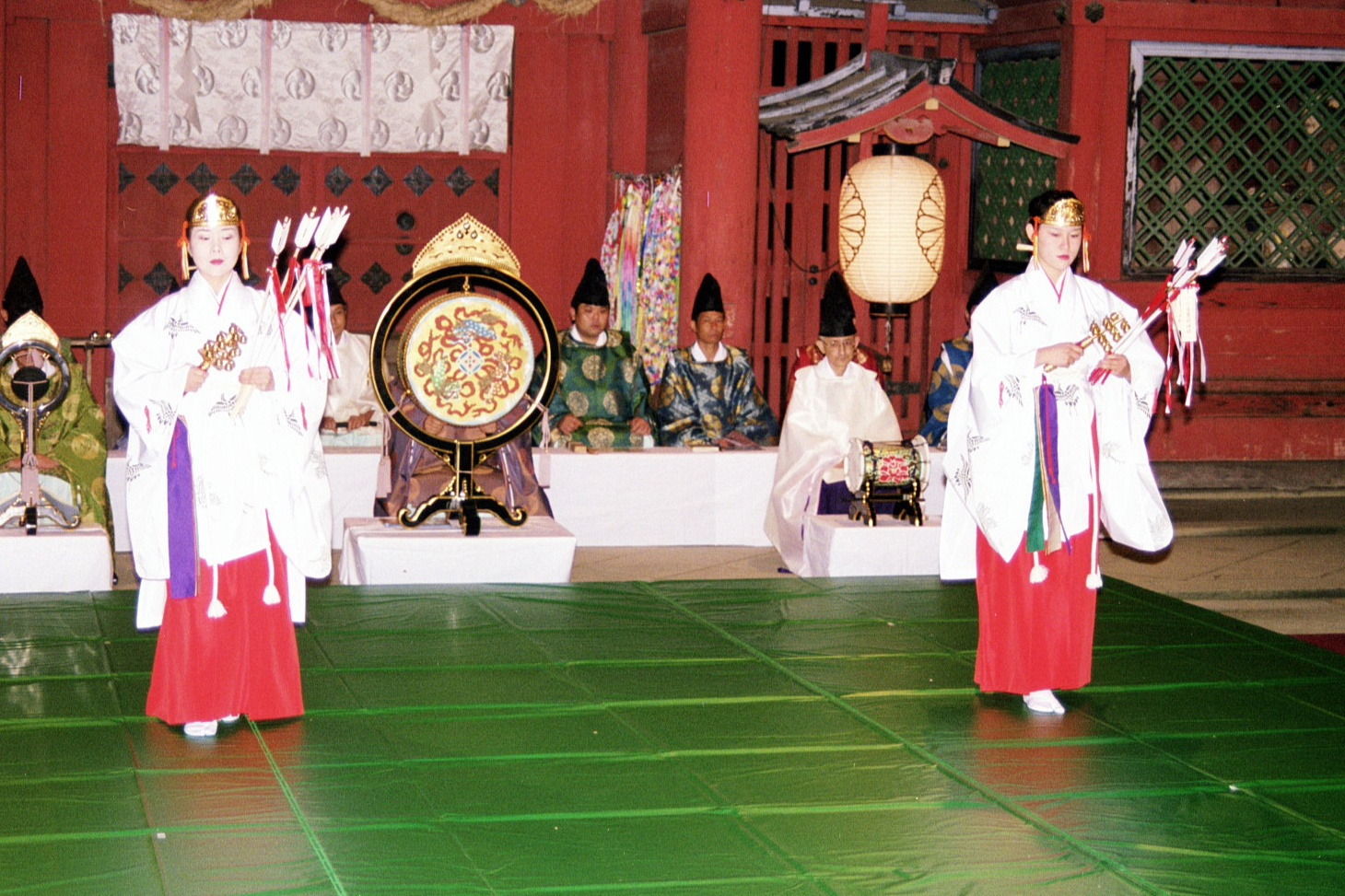
, une sorte de.

Le kagura (神楽, littéralement « agrément des kamis ») est un rite artistique shintoïste, consistant globalement en une danse théâtrale.

## Histoire

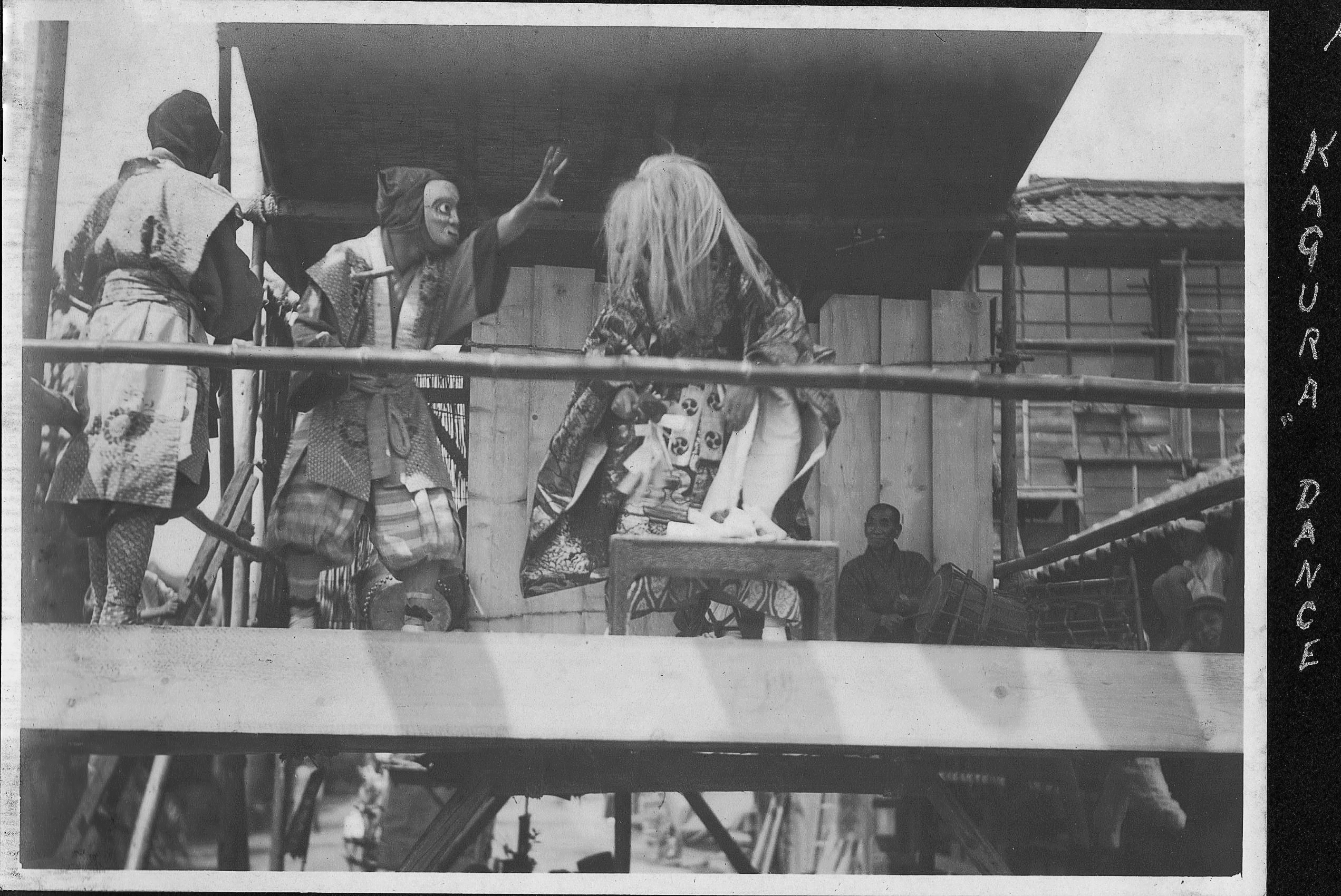
Kagura (1914).

Les ouvrages historiques Kojiki et Nihon Shoki décrivent l'origine mythologique de cette danse. Dans ces textes est narrée la légende d'Amaterasu, déesse du soleil qui s'était retirée dans la grotte d'Iwayado ou Amano-Iwato, provoquant obscurité et froid sur le reste du monde. Ame no Uzume, divinité de la gaité et de la bonne humeur, exécute une danse lascive qui ne tarde pas à provoquer une hilarité tonitruante chez les dieux, ce qui éveille la curiosité d'Amaterasu et la fait sortir de la grotte. Kagura, danse théâtrale rituelle, est tiré de cette danse légendaire.
Jadis appelée kamukura ou kamikura (神座, lit. « siège divin »), kagura fut d'abord exécuté à la cour impériale par les miko, les assistantes prêtresses et descendantes supposées d'Ame no Uzume. Avec le temps, ce rituel de cour nommé mikagura (御神楽, lit. « kagura impériale »), inspira des danses rituelles populaires appelées satokagura (里神楽, lit. « kagura de village »), popularisées dans tout le Japon sous diverses formes dérivées.

## Variétés

### Mikaguraà la Cour
Mikagura (御神楽) est une danse rituelle exécutée à la cour impériale et dans les sanctuaires shintos importants : Kamo-jinja et Iwashimizu Hachiman-gū. Il consiste à accueillir, à distraire et à saluer les divinités par des chants syllabiques humoristiques ou poétiques. Il est aujourd'hui parfois considéré comme sous-genre du gagaku, dont il est l'une des influences. Il semble avoir précédé l'inspiration chinoise sur celui-ci, et comporte des éléments autochtones ainsi que des influences d'autres éléments tels le kangen (管弦), le bugaku (舞楽) et le saibara (催馬楽), qui sont des formes de gagaku,. Plus simplement, les mikagura peuvent être considérées comme des danses accompagnées par la musique gagaku.

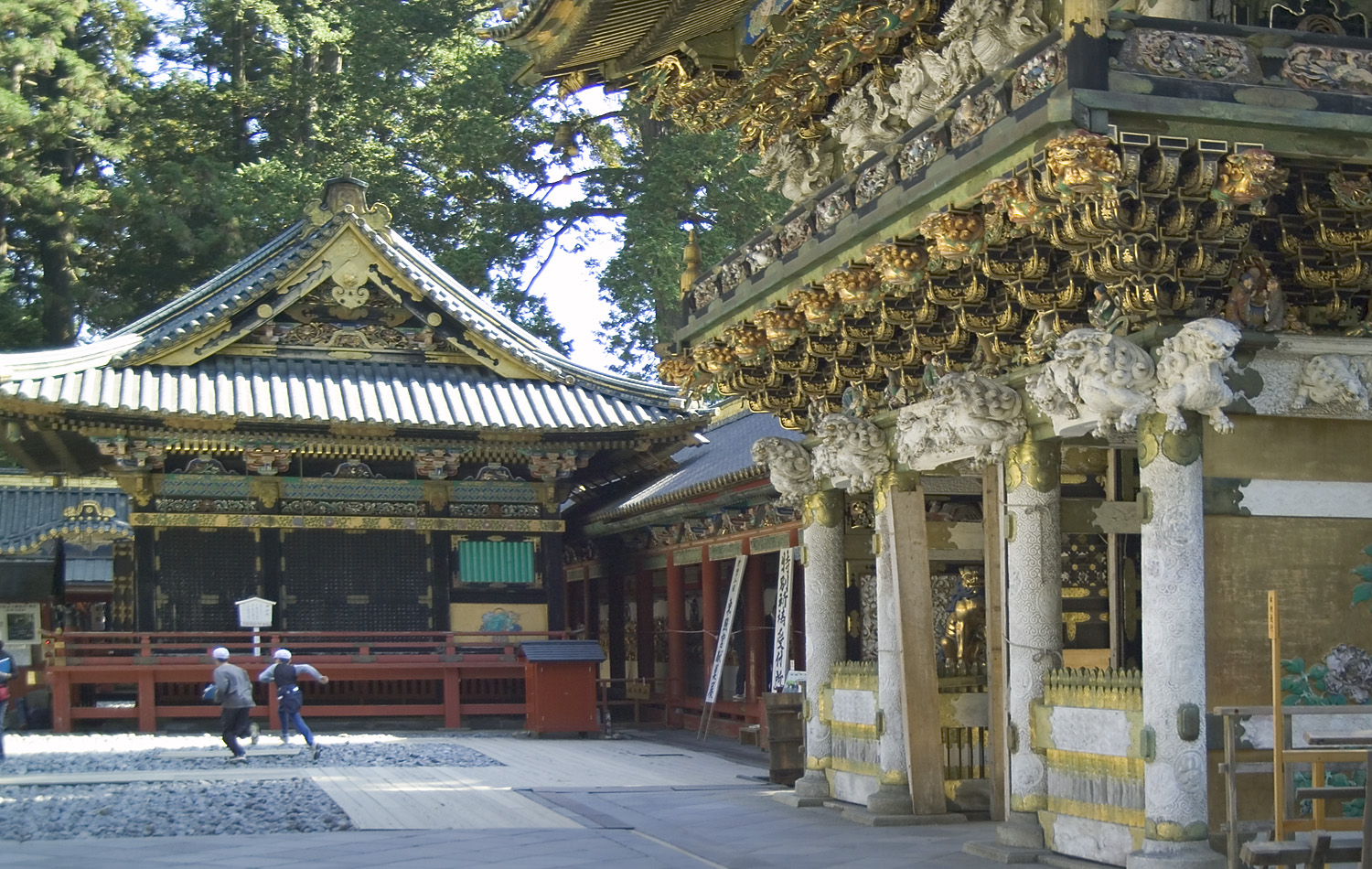
Kagura-den au Nikkō Tōshō-gū.

Le kagura uta en est le répertoire vocal sacré de 26 chants (Niwabi, Achime, Sakaki, Karakami, Hayakarakami, Komomakura, Sazanami, Senzai, Hayauta, Hoshi, Asakura, Sonokoma, etc.) exécuté traditionnellement par un chœur d'hommes durant plusieurs jours, mais réduit aujourd'hui à 12 chants exécutés en six heures. On y emploie une flûte traversière (笛, fue) et/ou un hautbois (hichiriki) traditionnels, et éventuellement un yamatogoto et des claves shakubyoshi.
Il existe plusieurs danses de mikagura, parmi lesquelles : 
- le yamato mai (大和舞?, « danse du Japon ») associé au yamato uta (大和歌?, « chant du Japon ») usant de la flûte ryūteki ou du hichiriki et d'une paire de shakubyōshi, avec ou sans cithare ;
- l'azuma asobi (東遊?, « jeu des pays orientaux ») usant de la flûte komabue ;
- le kume mai (久米舞?, « danse des Kume ») associé au kume uta (久米歌?) usant du kagurabue, du hichiriki et du wagon.

### Satokaguradans les villages
Satokagura (里神楽) est le kagura rencontré dans les sanctuaires shintoïstes communs, généralement dansé par des miko accompagnées avec un ensemble hayashi composé de flûtes fue, du tambour taiko et de la cymbale kane (ou happa)[réf. nécessaire]. Elle serait à l'origine du nô et du kyōgen.

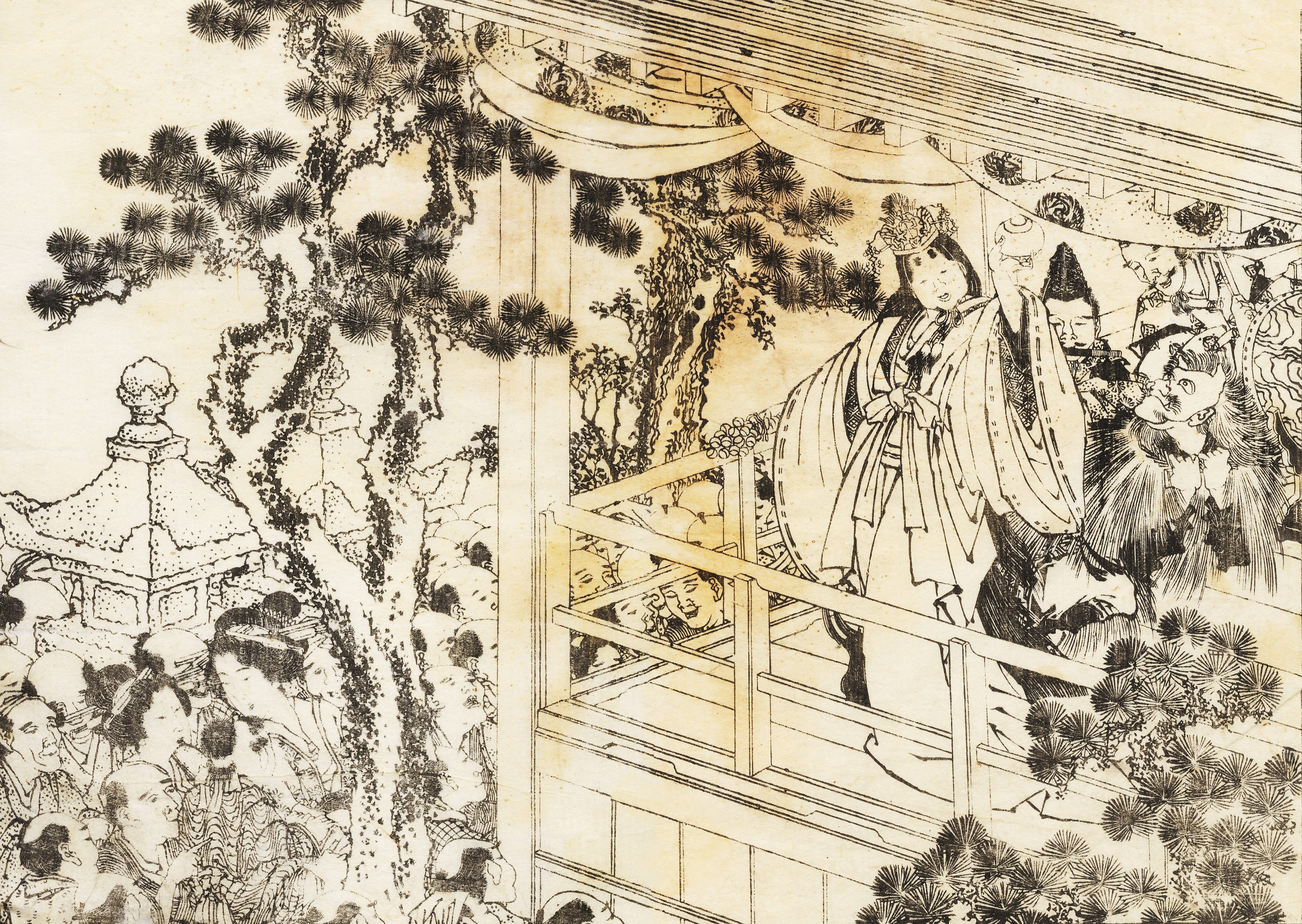
Scène de kagura par Hokusai.

On trouve les principales variantes suivantes :
- miko kagura (巫女神楽?), exécuté par les miko, et dérivé des danses rituelles pendant lesquelles la miko était comme possédée par le kami et parlait, chantait et dansait en tant que dieu. Cette danse est souvent exécutée avec des accessoires rituels, tels que des clochettes, des cannes de bambou, des brindilles de sakaki ou des bandes de papier shide ;
- izumo-ryū kagura (出雲流神楽?), que l'on trouve dans les danses de la région d'Izumo autour du sanctuaire Izumo. L'origine des danses kagura telles qu'on les danse à Izumo serait le rituel gozakae (御座替?) du sanctuaire Sada à Matsue près d'Izumo. Appelée Sada shin nō (佐陀神能?), la danse sacrée du sanctuaire Sada est inscrite sur la liste du patrimoine culturel immatériel de l'humanité de l’UNESCO depuis 2011[7] ;

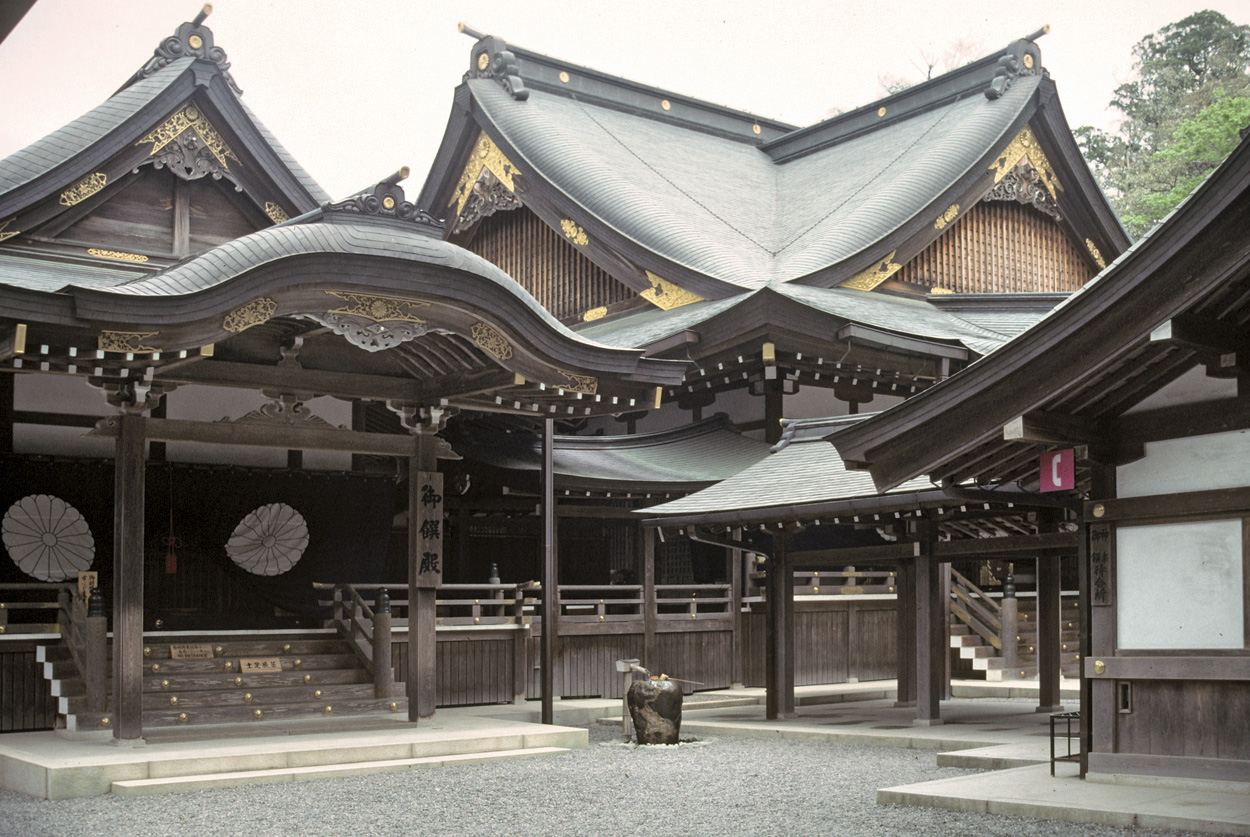
Kagura-den au sanctuaire d'Ise.

- Ise-ryū kagura (伊勢流神楽?) dérivé des danses exécutées lors des yudate (ja), rituels autour d'un chaudron d'eau chaude, au sanctuaire d'Ise pendant lequel miko ou prêtres s'immergent dans l'eau dans un rituel de purification. On parle aussi de shimotsuki kagura (霜月神楽?) ou de yudate kagura (湯立神楽?) ;

- shishi kagura (獅子神楽?) : une forme de danse du lion (獅子舞, shishi mai?), dans laquelle un groupe de danseurs joue le rôle du lion gardien des temples, appelé komainu au Japon, et parade autour de la ville. On en trouve deux types :
  - yamabushi kagura (山伏神楽?) dont la danse du lion est soit brutale lorsqu'elle est pratiquée par les moines yamabushi (préfecture d'Iwate), soit posée à la manière du nô et de sa danse nō mai (能舞?, préfecture d'Aomori) ou du bangaku (番楽?, préfectures de Yamagata et d'Akita) ;
  - dai-kagura (太神楽?), parfois écrit 大神楽[8], dérivé des rituels du sanctuaire Atsuta et de certains sanctuaires d'Ise, où les prêtres voyageaient de villages en villages pour y chasser les mauvais esprits. Il est souvent accompagné d'acrobaties et de jongleries à la manière du sangaku et de théâtre kyōgen afin de divertir le dieu reçu lors du rite.

## Kagurade Hayachine
Le kagura de Hayachine se tient le 1er août au sanctuaire Hayachine depuis le XIVe ou le XVe siècle jusqu'à nos jours. Il a été inscrit en 2009 au patrimoine culturel immatériel de l'humanité de l'UNESCO.